# Ebru Destan
Ebru Destan (* 24. September 1977 in Izmir) ist ein ehemaliges aus der Türkei stammendes Model, das sich im Anschluss an seine Modelkarriere als Schauspielerin, Sängerin, Moderatorin sowie als Buchautorin betätigte.

## Leben und Karriere
Ebru Destan kam im Jahr 1977 in Izmir zu Welt und begann ihre Karriere als Model und trat bereits ab dem Jahr 1992 beginnend in der TV-Serie Mahallenin Muhtarları schauspielerisch in Erscheinung.
Mit der Veröffentlichung ihres Debütalbums Sözümü Yemedim im Jahr 2005 begab sich Ebru Destan in ein für sie neues, musikalisch geprägtes Umfeld, um in jenem als Sängerin zu wirken. Zwei Jahre später folgte in der Mitte des Jahres 2007 das zweite Album Ayrılık Soğuk İklim und letztendlich 2008 ein Reissue des 2007er Albums, ergänzt durch den Song Bu Konu Kapandı, dass den Titel 3 Vakte Kadar trug.
Im Jahr 2011 nahm sie an der Reality-Fernsehshow Survivor Türkiye teil.
Von 2017 bis 2018 war Destan in der türkischen Drama-Fernsehserie Cennet'in Gözyaslari, zu Deutsch Tränen des Himmels, ausgestrahlt auf ATV als Özlem Arisoy in einer Hauptrolle zu sehen. Parallel zu ihren schauspielerischen Auftritten verfasste Ebru Destan im Jahr 2017 ihr erstes publizistisches Werk Yalnız Değiliz. Drei Jahre später im Jahre 2020 folgte die zweite Buchveröffentlichung mit dem Titel Sabret, Kabul Et, Şükret.
Seit 2019 berichtet Ebru Destan in einer jeweils sonntäglich ausgestrahlten Fernsehsendung des Senders TV8int über Menschen mit türkischen Wurzeln aus den verschiedensten Ländern Europas.

## Diskografie

### Alben
- 2005: Sözümü Yemedim (Seyhan Müzik)
- 2007: Ayrılık Soğuk İklim (Seyhan Müzik)
- 2008: 3 Vakte Kadar (Seyhan Müzik) – Wiederveröffentlichung von Ayrılık Soğuk İklim

### Singles
- 2005: Tokat
- 2005: Sözümü Yemedim
- 2005: Bir Sağa Bir Sola
- 2005: Aldat
- 2007: Boyfriend
- 2007: Görmedim Duymadım Bilmiyorum
- 2008: İki Gözüm
- 2008: Bu Konu Kapandı

## Filmografie (Auswahl)
- 1992: Mahallenin Muhtarları
- 1996: Bu sevda bitmez
- 1997: Iliskiler
- 1998: Unutabilsem
- 1998: Hesabim Bitmedi Seninle
- 1999: Sampiyon
- 2000: Canli hayat
- 2000: Abuzer Kadayif
- 2005: Teberik Sanssiz
- 2008: Para=Dolar
- 2011: Survivor Türkiye 2011 – Ünlüler/Gönüllüler
- 2017: Cennet'in Gözyaslari[6]

## Publikationen
- Yalnız Değiliz, 1. Auflage, Profil Kitap, Ümraniye 2017, ISBN 978-975-996-885-4
- Sabret, Kabul Et, Şükret, 1. Auflage, Profil Kitap, Ümraniye 2020, ISBN 978-605-7525-93-2